# Student No: 1
Student No: 1 é um filme de ação romântica indiano de 2001, dirigido por S. S. Rajamouli, K. Raghavendra Rao produziu e também o roteiro do filme. Student No: 1 marca a estreia na direção de Rajamouli em um longa-metragem. O filme é estrelado por N. T. Rama Rao Jr., Gajala e Rajeev Kanakala. O filme foi feito com um orçamento de ₹ 1,85 crore (US$ 392.000) e ganhou uma parte dos distribuidores de ₹ 12 crore (US$ 2,54 milhões). Foi um dos filmes Telugu de maior sucesso de 2001.
O filme foi posteriormente refeito em tâmil como Student Number 1 (2003).

## Enredo
Aditya ingressa em uma faculdade de direito em Vizag como estudante. A faculdade é famosa por seus alunos indisciplinados liderados por Satya. Aditya é mostrado como um jovem misterioso e, ao longo da primeira metade, há flashbacks de sua história. Ele faz os estudantes indisciplinados consertarem seus caminhos. Nesse intervalo, ficamos sabendo que Aditya é um criminoso que enfrenta acusações de homicídio e cumpre pena de prisão perpétua na prisão central de Vizag. Ele frequenta a faculdade com permissão especial das autoridades penitenciárias. Aditya mora em Hyderabad com seus pais. Ele concluiu os estudos intermediários. Ele quer cursar engenharia , mas seu pai quer que ele estude direito. Isso apresenta uma tensão entre eles, levando a um confronto. Enquanto isso, Aditya mata involuntariamente um capanga enquanto salva uma garota de ser estuprada. O pai de Aditya o rejeita como filho e Aditya se rende em uma delegacia. O resto do filme mostra como Aditya conquista o coração de seu pai com o diploma de direito que obteve.

## Elenco
- N. T. Rama Rao Jr. como R. Aditya
- Gajala como Anjali
- Rajiv Kanakala como Satya
- Brahmanandam como Dr. Brahmanandam
- Ali como Engenheiro Ali
- Sudha como mãe de Aditya
- Kota Srinivasa Rao como Samba Sivam, Leakage Sambayya, líder do vazamento
- Malladi Raghava como Raghavan, pai de Aditya
- M. S. Narayana como professor da faculdade de direito
- Gundu Sudarshan
- Ajay como companheiro de lote de Satya
- Tanikella Bharani como carcereira
- Sekhar como capanga
- Preeti Nigam
- L. B. Sriram como chefe do albuergue
- Sameer como policial